# Bahnhof Tsurumi
Der Bahnhof Tsurumi (jap. 鶴見駅, Tsurumi-eki) ist ein Bahnhof auf der japanischen Insel Honshū, der von der Bahngesellschaft JR East betrieben wird. Er befindet sich auf dem Gebiet der Stadt Yokohama in der Präfektur Kanagawa, genauer im Stadtbezirk Tsurumi-ku. Für den Personen- und vor allem für den Güterverkehr ist der Bahnhof Tsurumi ein bedeutender Verkehrsknotenpunkt.

## Verbindungen
Tsurumi ist ein Kreuzungsbahnhof an der Tōkaidō-Hauptlinie von Tokio in Richtung Osaka, einer der wichtigsten Bahnstrecken des Landes. Parallel zu dieser verläuft die Keihin-Tōhoku-Linie. Hier zweigt die Tsurumi-Linie ab, die das weitläufige Hafengebiet von Yokohama und der Nachbarstadt Kawasaki erschließt. Alle drei Linien werden durch die Bahngesellschaft JR East betrieben.
Die Tōkaidō-Hauptlinie, die überwiegend dem beschleunigten Pendlerverkehr über mittlere Entfernungen dient, führt zwar durch Tsurumi, doch halten hier keine Züge. Stattdessen wird der Bahnhof von der parallel auf eigenen Gleisen verlaufenden Keihin-Tōhoku-Linie bedient, deren Nahverkehrszüge Ōmiya mit Tokio und Yokohama sowie daran anschließend auf der Negishi-Linie mit Ōfuna verbinden. Tagsüber fahren sie alle fünf Minuten, während der Hauptverkehrszeit alle zwei bis drei Minuten, spätabends alle sechs Minuten. Somit werden jede Stunde zwischen 10 und 24 Züge angeboten. Der Fahrplan der Tsurumi-Linie ist in besonderem Maße auf den Pendlerverkehr ausgerichtet: Während der Hauptverkehrszeit fahren stündlich neun bis elf Züge, tagsüber und an Wochenenden gibt es einen 20-Minuten-Takt.
Der Bahnhof ist eine bedeutende Drehscheibe des lokalen Busverkehrs. Auf beiden Seiten befindet sich je ein Busbahnhof. Der westliche mit elf Bussteigen wird von 16 Linien des Verkehrsamtes der Stadt Yokohama und der Gesellschaft Kawasaki Tsurumi Rinkō Bus bedient. Vom östlichen, der ebenfalls elf Bussteige umfasst, verkehren 15 Linien derselben Anbieter. Etwa 150 Meter entfernt in südöstlicher Richtung, jenseits des Busbahnhofs, steht der Bahnhof Keikyū Tsurumi an der Keikyū-Hauptlinie.

## Anlage

Gleisplan

Der Bahnhof steht an der Grenze der Stadtteile Toyookachō (im Westen) und Tsurumichūō (im Osten), die beide zum Stadtbezirk Tsurumi-ku von Yokohama gehören. In der Umgebung sind die Tsurumi-Universität und der Sōji-ji, einer der beiden Haupttempel der buddhistischen Sōtō-shū, zu finden. Die Anlage ist von Norden nach Süden ausgerichtet und besitzt 13 Gleise, von denen sechs dem Personenverkehr dienen. Am westlichsten befindet sich der separate Kopfbahnhof der Tsurumi-Linie, die im Bahnhofsbereich nicht mit dem übrigen Schienennetz verbunden ist. Die zwei stumpf endende Gleise liegen an zwei Seitenbahnsteigen. Der Kopfbahnhof ist in das erste Stockwerk von CIAL Tsurumi integriert. Dieses sechsgeschossige Einkaufszentrum, das einer Tochtergesellschaft von JR East gehört, bietet auf einer Fläche von 14.300 m² mehr als 70 Läden.
Auf Bodenniveau befindet sich der eigentliche Durchgangsbahnhof. Das westlichste Gleispaar verfügt über keinen Bahnsteig; hier fahren die Züge der Yokosuka-Linie und der Shōnan-Shinjuku-Linie ohne Halt durch. Daneben verläuft das Gleispaar der Keihin-Tōhoku-Linie, deren Züge an einem vollständig überdachten Mittelbahnsteig halten. Ebenfalls keinen Bahnsteig besitzt das daran anschließende Gleispaar für die hier durchfahrenden Züge der Tōkaidō-Hauptlinie. Die übrigen Gleise im östlichen Bereich der Anlage dienen dem Güterverkehr. Der Bahnsteig der Keihin-Tōhoku-Linie ist über zwei gedeckte Fußgängerbrücken erreichbar, die das Einkaufszentrum im Westen mit Eingangspavillons an der Ostseite verbinden.
Im Fiskaljahr 2019 nutzten durchschnittlich 80.794 Fahrgäste täglich den Bahnhof.

## Güterverkehr

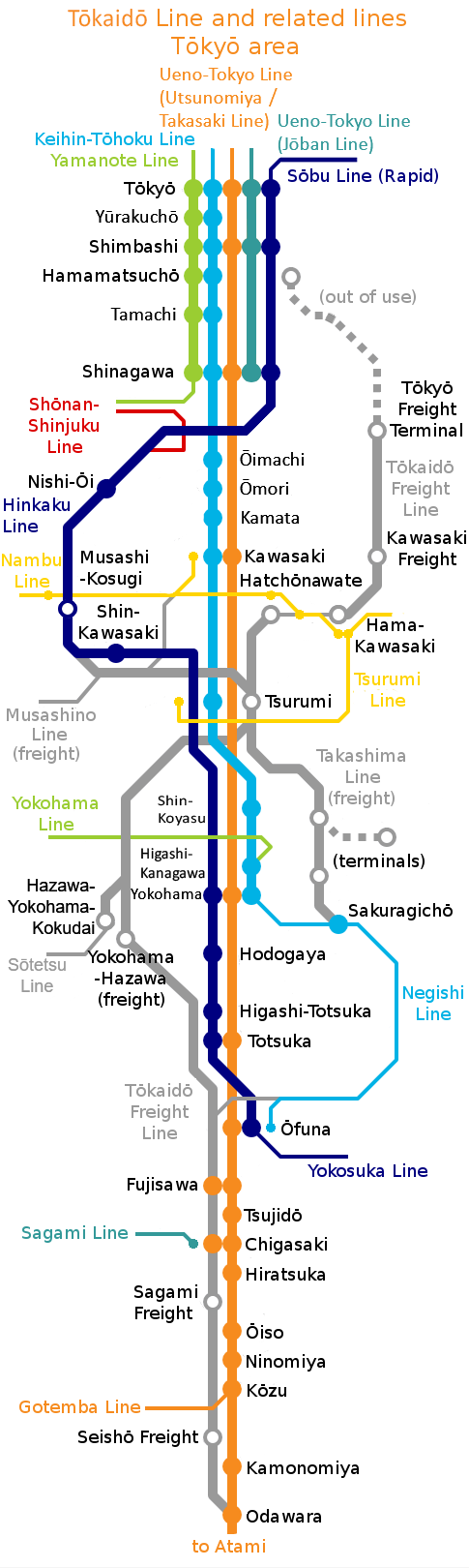
Übersicht der durch Tsurumi führenden Strecken

Obwohl in Tsurumi seit 1974 kein Güterumschlag mehr durchgeführt wird, ist der Bahnhof weiterhin ein bedeutender Verkehrsknotenpunkt für den Schienengüterverkehr. Neben den genannten Strecken für den Personenverkehr treffen hier mehrere von JR Freight betriebene Güterstrecken aufeinander.
- Die Tōkaidō-Güterlinie von Tsurumi nach Hamamatsuchō verbindet die Tōkaidō-Hauptlinie mit dem Güterbahnhof Tokio; ebenso besteht bei Hama-Kawasaki ein Übergang zur Nambu-Linie.
- In der Gegenrichtung stellt die Tōkaidō-Güterlinie eine Verbindung zum Güterbahnhof Yokohama-Hazawa her und führt weiter bis Higashi-Totsuka; von dort aus verläuft sie parallel zur Tōkaidō-Hauptlinie bis Odawara.
- Ebenfalls dem Güterverkehr dient die in Tsurumi beginnende Hinkaku-Linie nach Shinagawa.
- Die Takashima-Linie führt von Tsurumi nach Sakuragichō und trifft dort auf die Negishi-Linie.
- Der Abschnitt der Musashino-Linie von Tsurumi nach Fuchū-Honmachi ist dem Güterverkehr vorbehalten.

## Bilder

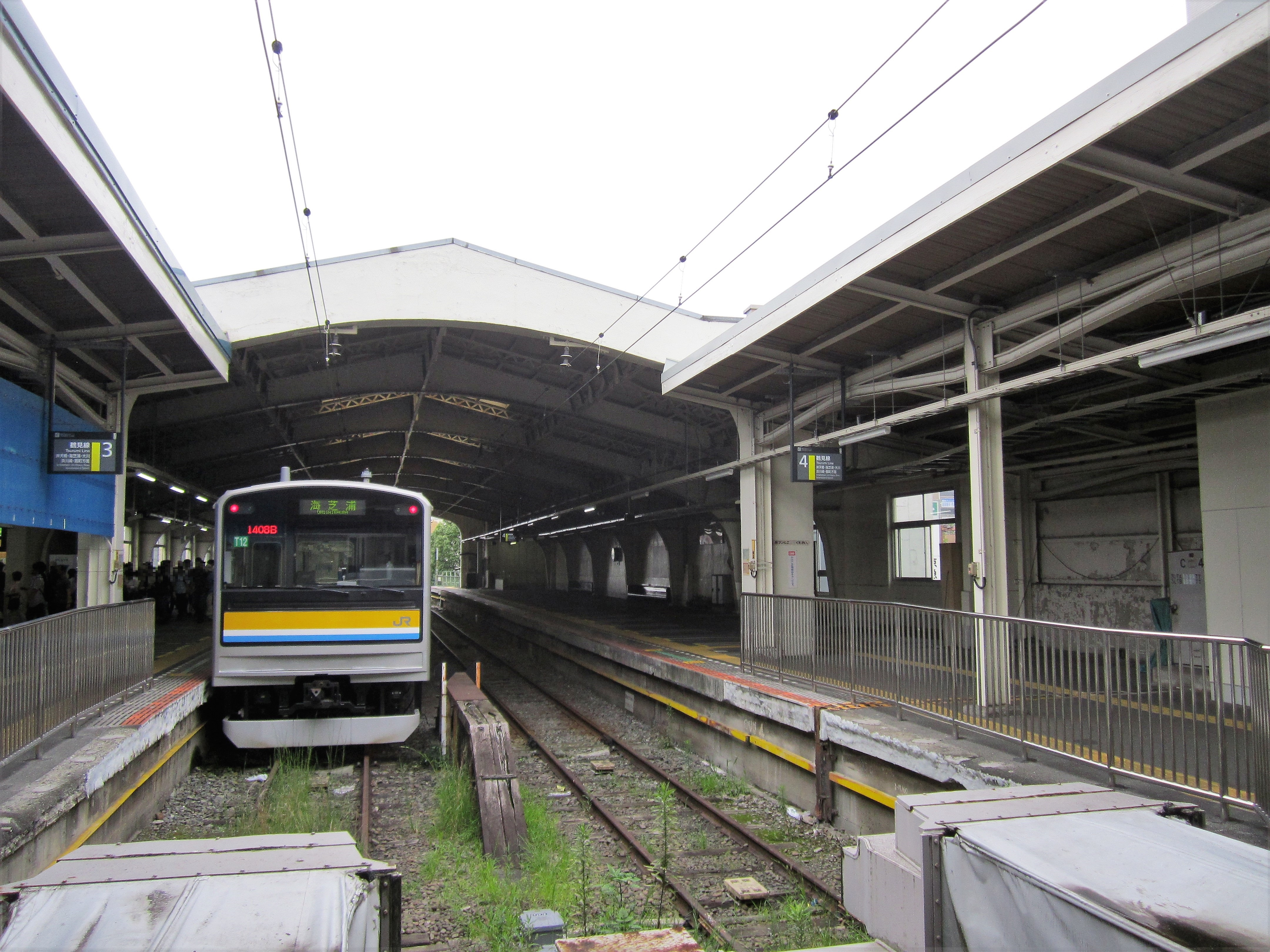
Kopfbahnhof der Tsurumi-Linie
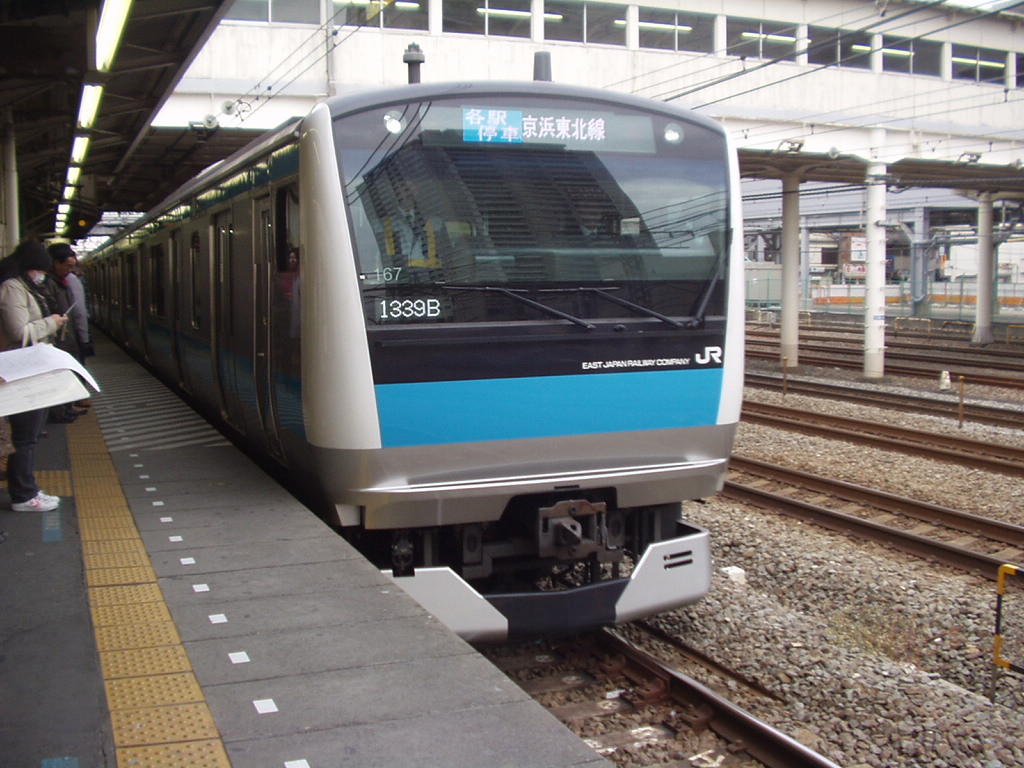
Halt eines Zuges der Keihin-Tōhoku-Linie
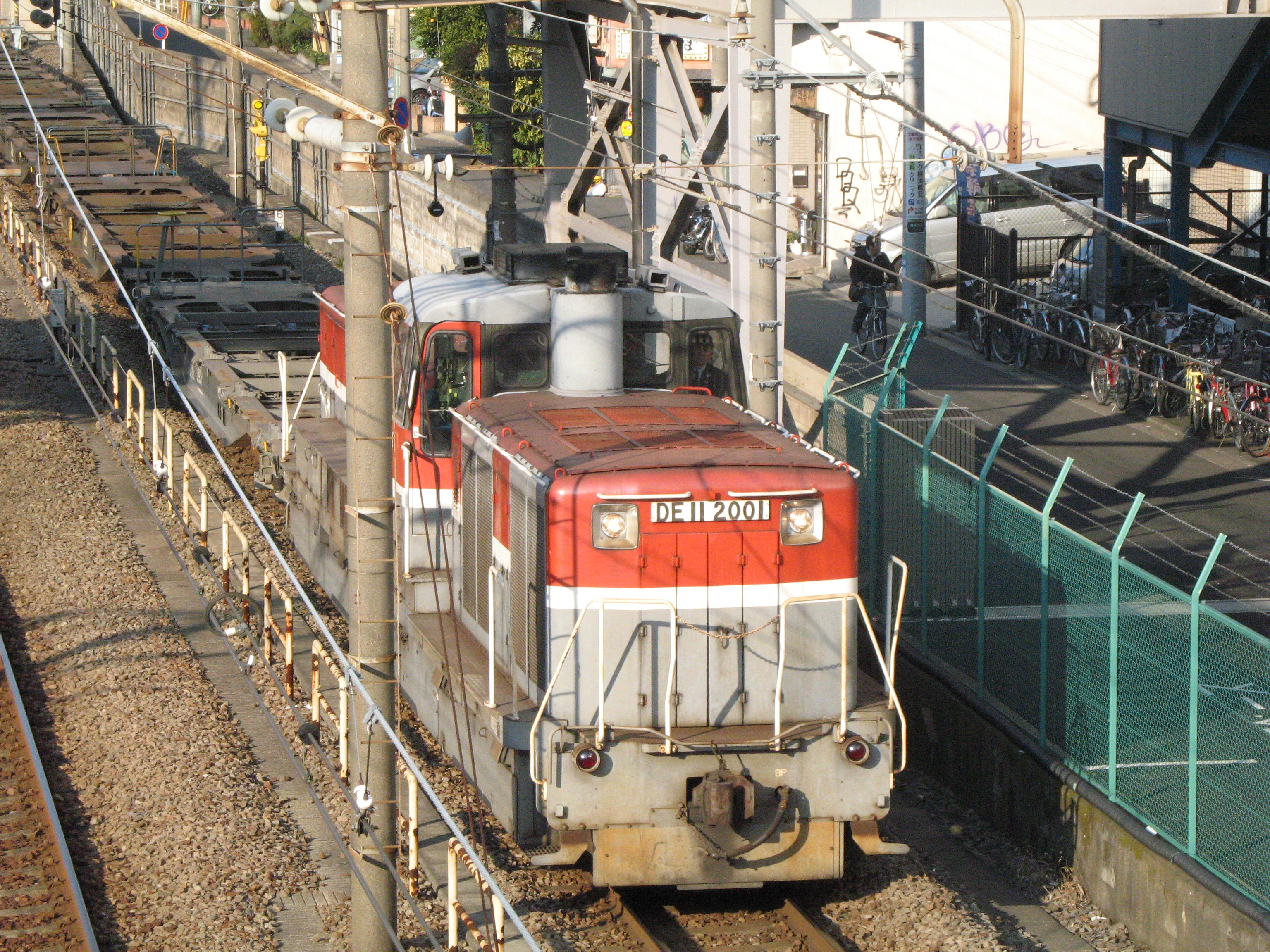
Durchfahrt einer Güter-Diesellok
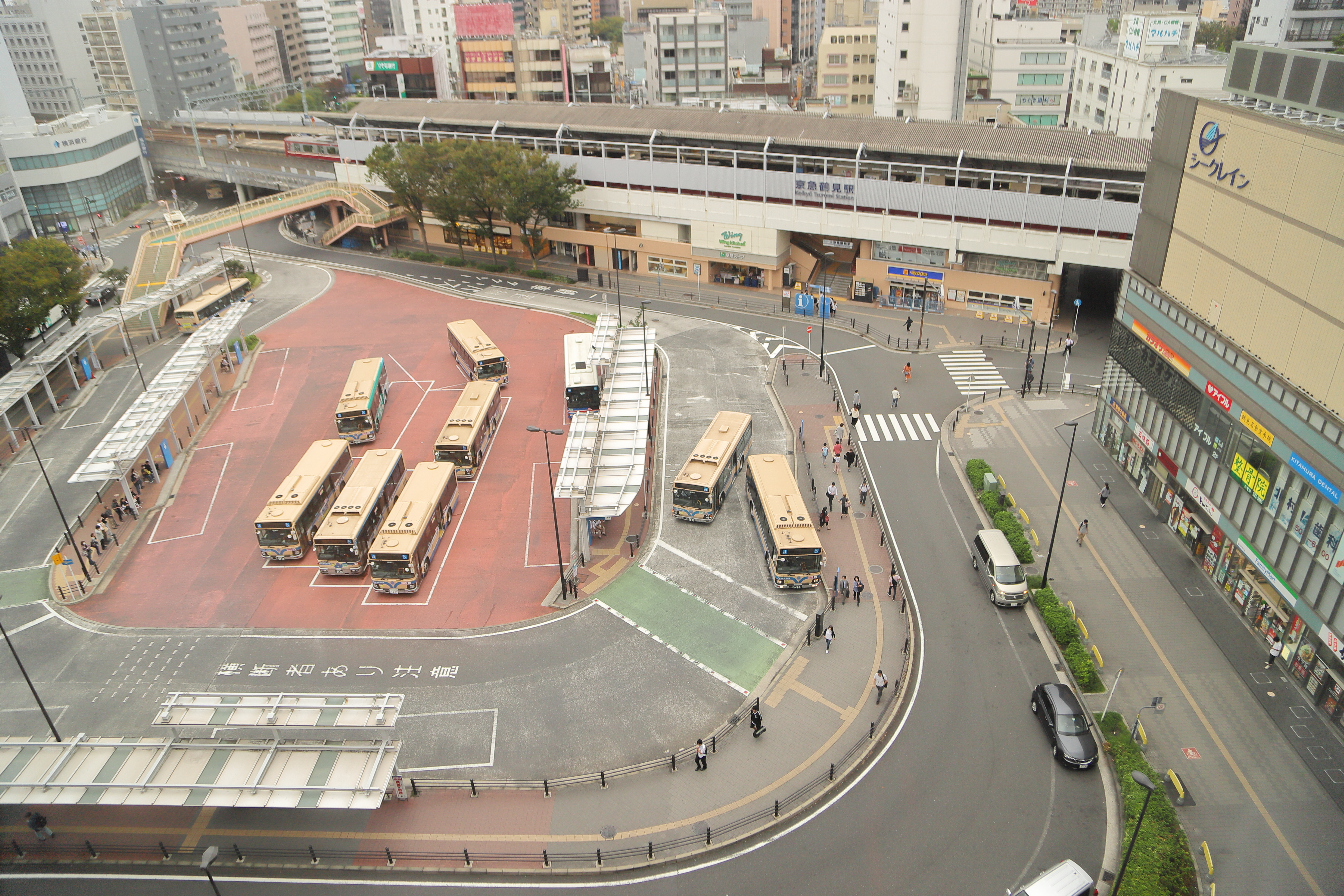
Blick auf den östlichen Busbahnhof, hinten der Bahnhof Keikyū Tsurumi
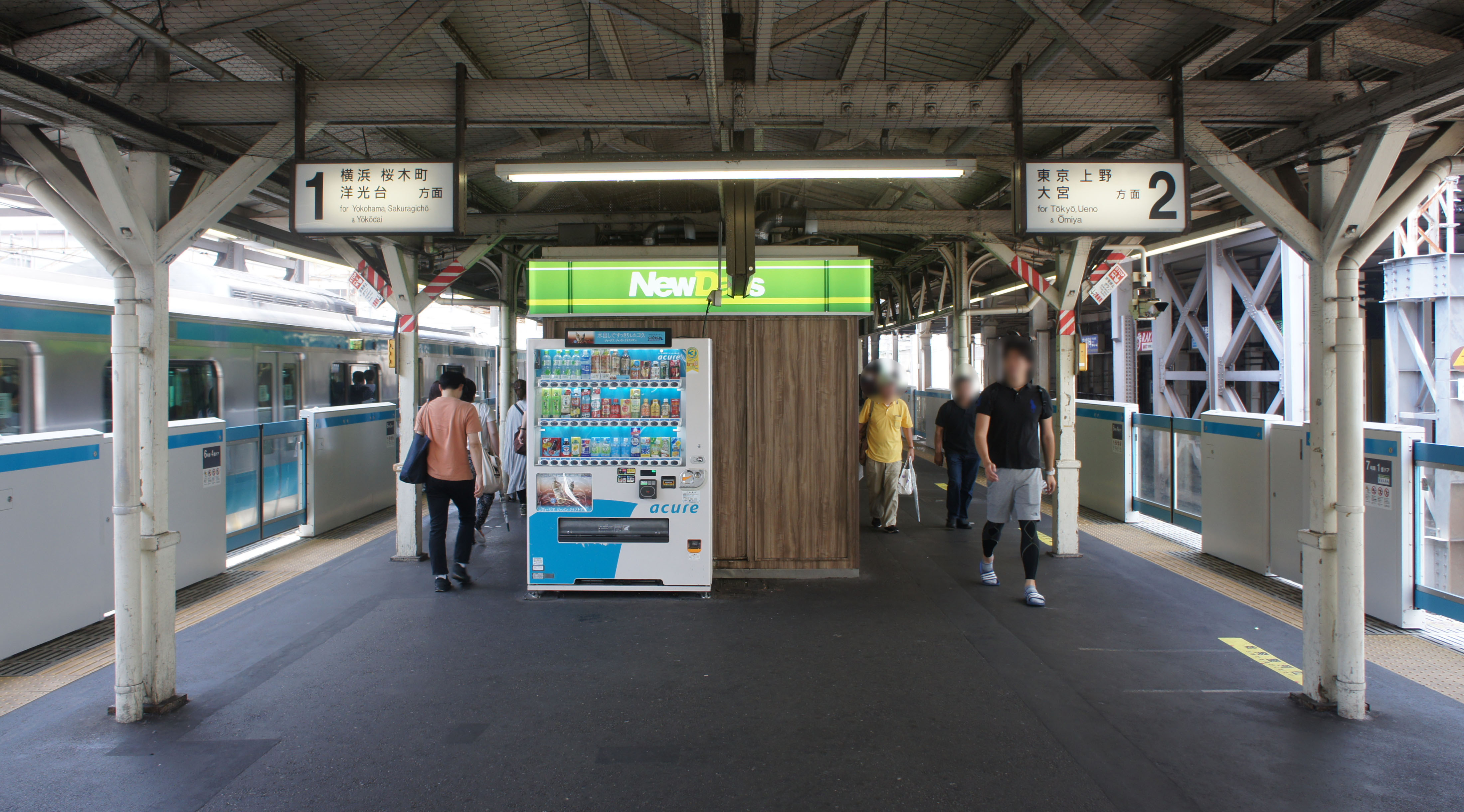
Bahnsteig der Keihin-Tōhoku-Linie

## Gleise
| 1   | ▉ Keihin-Tōhoku-Linie | Yokohama • Ōfuna                            |
| 2   | ▉ Keihin-Tōhoku-Linie | Kawasaki • Shinagawa • Tokio • Ueno • Ōmiya |
| 3/4 | ▉ Tsurumi-Linie       | Ōgimachi • Umi-Shibaura • Ōkawa             |

## Linien
| Verlauf der Keihin-Tōhoku-Linie / Negishi-Linie |
| --- |
| Ōmiya • Saitama-Shintoshin • Yono • Kita-Urawa • Urawa • Minami-Urawa • Warabi • Nishi-Kawaguchi • Kawaguchi • Akabane • Higashi-Jūjō • Ōji • Kami-Nakazato • Tabata • Nishi-Nippori • Nippori • Uguisudani • Ueno • Okachimachi • Akihabara • Kanda • Tokyo • Yūrakuchō • Shimbashi • Hamamatsuchō • Tamachi • Takanawa Gateway • Shinagawa • Ōimachi • Ōmori • Kamata • Kawasaki • Tsurumi • Shin-Koyasu • Higashi-Kanagawa • Yokohama • Sakuragichō • Kannai • Ishikawachō • Yamate • Negishi • Isogo • Shin-Sugita • Yōkōdai • Kōnandai • Hongōdai • Ōfuna |

| Verlauf der Tsurumi-Linie |
| --- |
| Tsurumi • Kokudō • Tsurumi-Ono • Bentembashi • Asano • Anzen • Musashi-Shiraishi • Hama-Kawasaki • Shōwa • Ōgimachi Umi-Shibaura-Zweigstrecke: Asano • Shin-Shibaura • Umi-Shibaura Ōkawa-Zweigstrecke: Anzen • Ōkawa |

## Geschichte
Die staatliche Eisenbahnverwaltung eröffnete den Bahnhof am 15. Oktober 1872 – zusammen mit der Tōkaidō-Hauptlinie, der ältesten Bahnstrecke Japans. Sie diente zunächst überwiegend dem Nahverkehr zwischen den Bahnhöfen Shimbashi in Tokio und Sakuragichō in Yokohama. Das Teilstück Kawasaki–Tsurumi erhielt am 1. November 1879 ein zweites Gleis, am 4. Mai 1881 auch das Teilstück Tsurumi–Yokohama. Der Güterumschlag in Tsurumi wurde am 1. April 1898 aufgenommen. Am 20. Dezember 1914 nahm das Eisenbahnamt des Kabinetts die Keihin-Linie (heute Keihin-Tōhoku-Linie) in Betrieb, die auf eigenen Gleisen parallel zur Tōkaidō-Hauptlinie den nunmehr elektrischen Vorortsverkehr übernahm.
Um die Tōkaidō-Hauptlinie vom stetig wachsenden Güterverkehr zu entlasten, begann das Eisenbahnministerium mit dem Bau von Entlastungsstrecken. Den Anfang machte die am 17. Juni 1917 eröffnete Takashima-Linie zum gleichnamigen Güterbahnhof, die dort an eine bereits seit vier Jahren bestehende Güterstrecke nach Sakuragichō anschloss. Zwölf Jahre später folgte am 21. August 1929 die Eröffnung der von Tsurumi nach Shinagawa führenden Hinkaku-Linie. Die zum Asano-Zaibatsu gehörende private Bahngesellschaft Tsurumi Rinkō Tetsudō verlängerte die bisher in Bentembashi endende Tsurumi-Linie nach Tsurumi. Dadurch bestand ab dem 28. Oktober 1930 eine Schienenverbindung durch das weitläufige Hafengebiet bis nach Ōgimachi, die vor allem für den Güterverkehr von großer Bedeutung war. Personenzüge der Tsurumi-Linie fuhren zunächst von einem provisorischen Bahnhof aus, seit dem 23. Dezember 1934 nutzen sie den Staatsbahnhof. Durch Zwangsverstaatlichung während des Pazifikkriegs ging die Tsurumi Rinkō Tetsudō am 1. Juli 1943 im Eisenbahnministerium auf.
Zwischen den Bahnhöfen Tsurumi und Shin-Koyasu ereignete sich am 9. November 1963 eines der schwersten Eisenbahnunglücke Japans. Drei entgleiste Wagen eines Güterwagens stießen mit einem Nahverkehrszug zusammen, worauf dieser in einen weiteren Nahverkehrszug prallte. Dabei kamen 162 Menschen ums Leben, während 120 weitere verletzt wurden. Aus Rationalisierungsgründen stellte die Japanische Staatsbahn am 1. Oktober 1974 den Güterumschlag ein. Andererseits nahm sie am 1. März 1976 den Abschnitt Tsurumi–Hamamatsuchō der Tōkaidō-Güterlinie und die Musashino-Linie in Betrieb. Schließlich verlängerte sie am 1. Oktober 1979 die Tōkaidō-Güterlinie von Tsurumi nach Totsuka. Ein weiterer Rationalisierungsschritt war die Einstellung der Gepäckaufgabe am 14. März 1985. Im Rahmen der Staatsbahnprivatisierung ging der Bahnhof am 1. April 1987 in den Besitz der neuen Gesellschaft JR East über.